# Szwedzki Kucharz
Szwedzki Kucharz (ang. The Swedish Chef) – jeden z muppetów pojawiających się w programie The Muppet Show. Początkowo animatorem tej postaci był Jim Henson współpracujący z Frankiem Ozem. Obecnie kucharza animuje Bill Barretta. Postać ostatni raz pojawiła się w kilku odcinkach internetowego serialu Statler and Waldorf: From the Balcony.

## Postać
Szwedzki kucharz stanowi parodię gotujących przed kamerami telewizyjnymi kucharzy. Na głowie ma typowe kucharskie nakrycie głowy, a jego oczy całkowicie schowane są za krzaczastymi brwiami. Jako jeden z nielicznych muppetów operuje dłońmi, które należą bezpośrednio do jednej z animujących go osób – początkowo był to Oz. Prawdziwe dłonie animatora są więc widoczne dla publiczności poprzez rękawy postaci, ale ich użycie ułatwia pracę z żywnością i narzędziami do jej przygotowywania. 
Prawie wszystkie skecze z udziałem szwedzkiego kucharza rozpoczynają się w momencie, gdy stoi on w kuchni, machając przyborami służącymi do przygotowywania żywności i śpiewając swoją piosenkę powitalną w "języku", który jest parodią języka szwedzkiego – ledwo możliwym do zrozumienia bełkocie naśladującym charakterystyczne samogłoski języka szwedzkiego. Tekst piosenki zmieniał się z odcinka na odcinek, lecz zawsze kończy się słowami "börk! börk! börk!", po czym kucharz rozrzuca trzymane narzędzia.
Po wstępie kucharz rozpoczyna przygotowanie potrawy według receptury, cały czas opisując w swoim "języku" podejmowane działania. W jego mowie pojawiają się niekiedy słowa w języku angielskim, mające naprowadzić widzów na to, co kucharz zamierza ugotować. Postać podczas gotowania używa dość niekonwencjonalnych przyrządów kuchennych – broni palnej, rakiet tenisowych, itd. Skecze zwykle kończą się w konwencji slapsticku, gdzie kucharz "ulega" gotowanej potrawie.
W jednym ze skeczów nieprawidłowo wycelowana rakieta uszkodziła lekko twarz kukiełki, która pozostała oznaczona szramą przez całą resztę sezonu.